# Лубенское медицинское училище
Лубенский медицинский профессиональный колледж (укр. Лубенський медичний фаховий коледж) - высшее учебное заведение в городе Лубны Полтавской области.

## История
Медицинский техникум в Лубнах был открыт в сентябре 1930 года в соответствии с распоряжением наркомата здравоохранения УССР, 10 октября 1930 года начались занятия с учащимися.
1 сентября 1935 года Лубенский медтехникум был реорганизован в Лубенскую фельдшерско-акушерскую школу с двумя отделениями (акушерским и фельдшерским) и переведён в новое двухэтажное здание на ул. Плеханова. В 1936 году были выпущены первые фельдшеры.
В ходе боевых действий Великой Отечественной войны и в период немецкой оккупации (13 сентября 1941 - 18 апреля 1943) учебное заведение серьёзно пострадало (в 1943 году здание было полностью сожжено немецкими войсками), но в дальнейшем было восстановлено и возобновило работу - сначала как медицинская школа, а с 1954 года - как Лубенское медицинское училище.

## Современное состояние
Колледж является коммунальным высшим учебным заведением I уровня аккредитации, которое готовит младших медицинских специалистов по специальностям: "Лечебное дело" и "Сестринское дело".